# جرج‌تاون (میسیسیپی)
جرج‌تاون (به انگلیسی: Georgetown) شهرکی در ایالت میسیسیپی کشور ایالات متحده آمریکا است که جمعیت آن در سرشماری سال ۲۰۱۰ میلادی، ۲۸۶
نفر بوده‌است.